# Dysphania arcuata
Dysphania arcuata là một loài bướm đêm trong họ Geometridae.